# Geranium maniculatum
Geranium maniculatum är en näveväxtart som beskrevs av Harold Emery Moore. Geranium maniculatum ingår i släktet nävor, och familjen näveväxter. Inga underarter finns listade i Catalogue of Life.